# Albizia malacophylla
Albizia malacophylla là một loài thực vật có hoa trong họ Đậu. Loài này được (A.Rich.) Walp. miêu tả khoa học đầu tiên.